# Booster Gold
Booster Gold ist eine fiktive Figur im Besitz des zum Time Warner-Konzern gehörenden Verlags DC Comics.
Die Figur steht im Mittelpunkt einer Reihe von gleichnamigen Comicpublikationen, die DC Comics seit 1986 herausgibt.
Die Comics der Booster Gold Reihe handeln von den Abenteuern eines zeitreisenden Footballspielers und Selbstdarstellers und sind im Science-Fiction-Genre angesiedelt, wobei sie in starkem Maße mit humoristischen und satirischen Elementen unterlegt sind.

## Veröffentlichungen unter dem „Booster Gold“-Titel
Die erste Serie unter dem Titel Booster Gold wurde von Februar 1986 bis Februar 1988 in monatlichem Rhythmus veröffentlicht und erreichte 25 Ausgaben. Autor und Zeichner aller Hefte dieser Serie war der Amerikaner Dan Jurgens. Jurgens' Zeichnungen wurden dabei von verschiedenen Tuschezeichnern wie Mike DeCarlo nachbearbeitet.
Zwischen 1987 und 1994 veröffentlichte DC Comics eine große Zahl von Geschichten, in denen die Figur Booster Gold als Mitglied des Superhelden-Teams Justice League eine wichtige Rolle einnimmt, im Rahmen von Serien unter dem Justice League-Label: Bekannt wurde insbesondere die von Keith Giffen und Jean Marc DeMatteis verfasste Serie Justice League International, in der Booster Gold und einige andere weithin als zweitrangig angesehene Superhelden von 1987 bis 1991 unkonventionelle und stark humoristisch gefärbte Abenteuer erlebten, die häufig als eine augenzwinkernde Parodie des Superhelden-Genres gedeutet werden. Danach war Booster Gold einige Jahre lang Mitglied von verschiedenen Varianten des Justice League Teams, deren Abenteuer in Serien wie Justice League of America (1991 bis 1994) und Extreme Justice (1994 bis 1996) erzählt wurden.
2003 und 2005 veröffentlichte DC Comics zwei Miniserien unter den Titeln Formerly Known as the Justice League (2003) und I Can't Believe It's Not The Justice League (2005), in denen Booster Gold erneut als Teil des humoristischen Justice League Teams der späten 1980er Jahre auftrat. Diese Geschichten wurden erneut von Giffen und DeMatteis verfasst. 
Ab Oktober 2007 veröffentlichte DC Comics zum zweiten Mal eine Serie unter dem Booster Gold-Titel. Diese Serie erschien in monatlichem Takt und lief bis Oktober 2011, als sie nach der Veröffentlichung von 47 Ausgaben eingestellt wurde. Als Untertitel trug diese Serie den Slogan "The greatest hero you'Ve never heard of!". Die ersten Hefte dieser Serie wurden gemeinschaftlich von Geoff Johns und Jeff Katz verfasst, während der Schöpfer von Booster Gold, Dan Jurgens und Norm Rapmund die visuelle Umsetzung besorgten. Nachdem Johns und Katz die Serie nach dem Heft 10 verließen, folgten vier Hefte, die Chuck Dixon und Rick Remender als Gastautoren verfassten. Anschließend übernahm Jurgens den Autorenjob für die Serie. Von Mai 2010 an agierte schließlich Keith Giffen als Autor, bevor die letzten vier Ausgaben, 44-47, erneut von Jurgens verfasst wurden.

## Handlung und Hauptfigur
Im Mittelpunkt der Handlung von Booster Gold steht der in der Zukunftswelt des 25. Jahrhunderts (präzise: im Jahr 2462) lebende Profifootballspieler Michael Jon Carter. Nachdem Carter aufgrund einer Knieverletzung und wegen eines Verstoßes gegen die Regularien seiner Sportliga (er wettet auf ein Sportmatch, an dem er selbst teilnimmt) als Footballspieler schimpflich gescheitert ist, nimmt der gestürzte Sportstar den wenig prestigeträchtigen Job eines Nachtwächters im Weltraummuseum seiner Heimatstadt Metropolis an. Von den dort ausgestellten Exponaten des 20. Jahrhunderts fasziniert, beschließt Carter unter Ausnutzung der weitreichenden technischen Möglichkeiten seiner Zeit – zu denen auch das Zeitreisen gehört – ins 20. Jahrhundert zu reisen, um dort als „Draufgänger aus der Zukunft“ zum Held der Massen zu werden und so endlich den von ihm so sehnsüchtig erstrebten Ruhm zu erlangen.
Bevor er aus seiner kümmerlichen Gegenwart abreist, stiehlt Carter noch einige der High-Tech-Exponate des Weltraummuseums – einen Ring der dem Träger die Fähigkeit verleiht zu fliegen, einen Kraftfeldgürtel, der den Träger gegen äußere Angriffe abschirmt sowie eine Kampfrüstung, die seine Körperkräfte steigert und ihn befähigt Energiestöße abzufeuern – um so die technischen Mittel in die Hand zu bekommen, um im 20. Jahrhundert als High-Tech-Held reüssieren zu können.
Auf seine Reise ins 20. Jahrhundert begleitet ihn der pfiffige Roboter Skeets (ein kleiner, freifliegender, vogelgroßer, büchsenähnlich aussehender Roboter), der ihm fortan mit Rat und technischer Hilfe zur Seite steht.
Im 20. Jahrhundert angekommen rettet Carter dem US-amerikanischen Präsidenten Ronald Reagan das Leben vor einem Attentäter namens Chiller. Als der Präsident ihn nach seinem Namen fragt, nennt der verwirrte Carter zunächst seinen ehemaligen Spitznamen als Sportler – Booster – und dann den Codenamen, den er sich für seine Karriere überlegt hatte – Goldstar – woraus der überschwängliche Reagan kurzerhand den Namen Booster Gold fabriziert, der Carter fortan anhaftet.
Danach setzt Booster Gold, wie Carter sich nun selbst nennt, einerseits seine Karriere als Superheld fort, wobei er es mit handelsüblichen Bedrohungen wie dem Verbrechersyndikat der 1000, dem hyperintelligenten Wurm Mister Mind sowie mit Gaunern und Söldnern wie dem Rainbow Raider und Shockwave zu tun bekommt. Daneben betätigt er sich als Unternehmer in eigener Sache, indem er die eigenen Heldentaten gewinnbringend vermarktet: Gemeinsam mit seinem Agenten Dirk Davis und seinem Freund Ted Kord (der ihn als Superheld Blue Beetle auf viele seiner Abenteuer begleitet) baut er eine eigene Holdinggesellschaft auf (Goldstar, Inc., in späteren Geschichten: Booster Gold International), die es sich zum Ziel macht, das Produkt Booster Gold kommerziell auszuschlachten, und deren in augenzwinkernd-ironischer Manier dargebotene, abstruse „Projekte“ den roten Faden der Booster Gold Geschichten in den Serien Booster Gold (1986 bis 1988) und Justice League International (1987 bis 1994) bilden: Carter und Kord betätigen sich erfolglos als Umzugsunternehmer, produzieren Booster Gold Tassen, T-Shirts und Spielzeug, agieren als Werbeträger, eröffnen ein Ferienresort auf einer lebenden Insel namens Kooey Kooey Kooey und gründen eine marketingbewusste Heldengruppe namens Conglomerate. Ein Leitmotiv vieler dieser Abenteuer ist die Befremdung anderer Superhelden über Booster Golds Gier nach medialer Aufmerksamkeit und finanziellem Profit.
Booster Gold-Geschichten in den weniger humoristisch gefärbten Ausgaben von Justice League und dessen Ablegern Extreme Justice, Infinite Crisis und 52 erzählten unter anderem, wie Carter Superman im Kampf gegen das Monster Doomsday beisteht (dessen Namen er prägt), wie er seinen Arm bei einem Einsatz verliert, den Tod seiner Schwester Michelle verkraften muss, einen unheilvollen Pakt mit dem Schurken Monarch eingeht und seine Booster Gold-Identität zeitweise gegen die Identität eines neuen Helden namens Supernova eintauscht. Hinzu kommen verschiedene Kostümwechsel, bei denen er – mode- und zeitgeistbewusst – versucht sein Einsatzdress dem jeweiligen Modegeschmack anzupassen.
Die 2008 startende Booster Gold-Serie soll nach Verlagsangaben von Booster Golds Zeitreisen in die verschiedensten Epochen und an die verschiedensten Orte des DC-Universums handeln. Neben Carter sind in dieser Serie Skeets, der Zeitreisende Rip Hunter und Carters Vorfahre Daniel Carter (als neuer Supernova) als Nebenfiguren vorgesehen.

## Adaptionen in anderen Medien
- Die Produzenten Paul Dini und Bruce Timm produzierten 2003 eine Folge der Zeichentrickserie Justice League Unlimited, der eine Booster Gold-Geschichte erzählt, unter dem Titel „The Greatest Story Never Told“. Die Folge handelt davon, wie Booster Gold – der im US-amerikanischen Original von Tom Everett Scott synchronisiert wurde – gemeinsam mit Skeets (Billy West) und der Wissenschaftlerin Dr. Tracy Simmons einen von Tracys Kollegen aufhalten muss, der unbeabsichtigt als ein wandelndes Schwarzes Loch eine ganze Stadt zu vernichten droht. Bei dieser Geschichte wird humorvoll die Ruhmsucht Booster Golds aufgegriffen, die zunächst dazu führt, dass er keine weitere Hilfe von der Liga bekommt, da keiner seine Notrufe ernst nimmt, und Booster dabei lernt, dass der Ruhm eines Superhelden aus der Aufrichtigkeit seiner Taten hervorgeht.

- Ein weiteres Mal taucht Booster Gold in der 17. Episode der Zeichentrickserie Batman: The Brave and the Bold auf, in der er als „Held des Tages“ Batman zur Seite steht. Zuerst ist sein Motiv ausschließlich Ruhm, Geld und Prestige, doch als Skeets entführt wird, entscheidet er sich, nicht ganz ohne Batmans Hilfe, das Richtige zu tun und seinen Partner zu retten. Booster Gold wurde wiederum von Tom Everett Scott gesprochen.

- Außerdem hat Booster in der 18. Episode der 10. Staffel der TV-Serie Smallville einen Gastauftritt. Gespielt wird er in der Episode von dem amerikanischen Darsteller Eric Martsolff.